# Lambda Velorum
Désignations
Lambda Velorum (λ Vel), officiellement nommée Suhaïl, est une étoile de la constellation des Voiles.